# Tilia endochrysea
Tilia endochrysea Hand.-Mazz. – gatunek drzewa z rodziny ślazowatych. Występuje naturalnie w południowo-wschodnich Chinach. 

## Morfologia
PokrójZrzucające liście drzewo dorastające do 12 m wysokości.
LiścieBlaszka liściowa ma owalny kształt. Mierzy 9–16 cm długości oraz 6–13 cm szerokości, jest ząbkowana na brzegu, ma nasadę od ściętej do sercowatej i wierzchołek od ostrego do spiczastego. Ogonek liściowy jest nagi i ma 30–70 mm długości.
KwiatyZebrane po 10–18 w wierzchotkach wyrastających z kątów podługowatych podsadek o długości 7–10 cm. Mają 5 działki kielicha o owalnym kształcie i dorastające do 6–8 mm długości. Płatków jest 5, mają odwrotnie jajowaty kształt i osiągają do 10–12 mm długości.
OwocOrzeszki o kulistym kształcie.